# Островът на летния лагер
„Островът на летния лагер“ (на английски: Summer Camp Island) е американски анимационен сериал по идея на Джулия Пот за „Картун Нетуърк“. Сериалът започва да се излъчва на 7 юли 2018 г. Впоследствие са излъчени още четири сезона по „Ейч Би О Макс“ два пъти годишно от юни 2020 г. до декември 2021 г. Шестият и последен сезон на сериала е излъчен на 11 август 2023 г.

## В България
В България сериалът започва излъчване по локалната версия на Картун Нетуърк на 3 декември 2018 г. Дублажът е нахсинхронен в студио „Про Филмс“. В него участват Евгения Ангелова, Николина Петрова, Лорина Камбурова, Сотир Мелев и други. Режисьор на дублажа е Ивет Лазарова-Торосян.
Сериалът е достъпен в стрийминг платформата „Ейч Би О Макс“.